# Афричка уметност
Афричка уметност је уметничко стваралаштво и изражавање становника афричког континента, а то подразумева ликовно, музичко и књижевно стваралаштво. 
Уметност на тлу Африке можемо поделити у две целине, односно области:
- Предмисионарско доба, у коме је уметност у Африци била самостална или је била под утицајем великих култура Африке.
- Традиционалну - изворну афричку уметност, која је настала после доласка мисионара и која у себи садржи спој афричких и хришћанских вредности — синкретизам — и која је резултовала производима који су обликовани на традиционални начин али су били намењени тржишту – сувенири.
- Нову афричку уметност, која се појавила у последњих неколико десетина година и која је по свим својим естетским критеријумима постала део светске модерне уметности.

## Ликовна уметност
Традиционалну афричку уметност одликује нераскидива и симболичка повезаност сваког појединца са племеном и целог племена са свеопштим универзумом. Овакав приступ увек одражава унутрашњи живот у племену, јер сваки догађај има своју јасно изражену симболику и ритуал. Ово се односи скоро на све аспекте живљења појединца, од рођења до смрти. На сличан начин се комуницира и са околином и природним појавама - од суше до кише, од лова до жетве. Све прати одговарајући обред, којем је потребна одговарајућа фигура или предмет (фетиш, тотем, маске, наменски ритуални предмети, фигуре покојника, ритам, звук, плес и глас).
Велики део афричке ликовне уметности је испуњен скулпторским остварењима, и то готово увек од дрвета, а облици и шаре су једноставни, готово апстрактни. Пропорције готово да не постоје или су сасвим занемарене. Глава је вишеструко увећана, јер, по веровању примитивних племена, она је средиште мудрости, моћи и доброте. Ове фигуре су увек гледане са предње стране и веома су статичне.

### Сликарство
У Африци се још од 7. века пре нове ере осликавају зидне површине, и то су већином урезани цртежи људи и животиња, обојени у три до четири тона. Такви цртежи се налазе у пећинама јужне Африке и Сахаре), а ликовни израз је веома разноврстан и готово увек је у зависности од племенских обичаја и мерила, или је под утицајем природне околине, тако да су то исликане приче са веома шематизованим фигурама људи и животиња. У колориту преовладавају бела, црна, црвена и окер боја.
- Бела дама из Ауахорта
- Три грације
- Орнамент

### Скулптура
Утврдити тачан датум афричких скулптура је веома тешко јер су то већином дрвене фигуре, а време трајања дрвета је од 150 до 250 година. Већина скулптура су прилагођене ваљкастом облику дебла дрвета, и често су обојене јарким бојама или су питању инкрустрације — делићи шкољке, комадићи обојеног стакла, зуби животиња идр, утиснути у дрво.
У неким деловима афричког континента резбаре се кљове слона и животињске кости. Камена скулптура је веома ретка, као и примена метала, јер је знање о ливењу бронзе било једино у западној Африци, и то у скулптурама из Бенина из 13-14. века која су се изведила техником „cire perdue“ - ливење уз помоћ модела од воска.
Керамика је најчешће употребна, кућна и израђује се у различитим техникама и облицима. 
- Маконда
- Рељеф у бронзи
- Фигура, ебанобвина

### Афричке маске
Посебну категорију афричке ликовне уметности, а то је и део религијско-магијског фолклора, чине маске - ратничког или култнога значења (тотемизам, анимализам, мистичне иницијације идр.), од обичне имитације животињских глава до невероватних фантастичних и застрашујућих скулпторских облика, који се обликују од најразноврснијих материјала - резбаре се, инкрустрирају, фарбају са обилатим додацима перја, лишћа, комада дрвета, костију животиња, крзна и сл.
Афрички антинатурализам и једноставност, сажетост, као и широка палета боја и облика су извршили велики утицај на један део сликара и вајара из доба експресионизма и фовизма, посебно на кубисте Матиса и Пикаса).
- Фанг маска
- Маска из Тирелија
- Маска из габона
- Маске из Замбије и Намибије, део колекције Адлигата

## Архитектура
У архитектури Африке главни материјали су дрво, трска, кора, лишће, лијане исл. Куће и други објекти се веома ретко грађени каменом — остаци зидина и тврђаве у култури Зимбабвеа у источној Африци. 
Куће су у основи већином кружне основе, а кров је купаст или прелази у чуњаст облик. Зидови који су направљени од плетеног шибља и премазани иловачом су осликани и пуни орнамената који имају магијско значење, а сви дрвени делови - стубови, довратници, потпорне греде за кров - су изрезбарени симболима и ликовима животиња. Што је власник куће богатији или утицајнији, резбарије су богатије и веома често су обојене.
- Кућа у Бани
- Велики Зимбабве
- Кућа у Камеруну